# Harriet Bland
Harriet Bland (Estados Unidos, 13 de febrero de 1915-6 de noviembre de 1991) fue una atleta estadounidense, especialista en la prueba de 4 x 100 m en la que llegó a ser campeona olímpica en 1936.

## Carrera deportiva
En los JJ. OO. de Berlín 1936 ganó la medalla de oro en los relevos de 4 x 100 metros, con un tiempo de 46.9 segundos, llegando a la meta por delante de Reino Unido (plata) y Canadá (bronce), siendo sus compañeras de equipo: Annette Rogers, Betty Robinson y Helen Stephens.